# Veja Se Adivinha
Veja Se Adivinha foi o primeiro concurso de televisão português de perguntas de cultura geral e de conhecimento, estreado na RTP a 5 de abril de 1957, com apresentação de Artur Agostinho.
O concurso constava de perguntas de cultura geral a um grupo de concorrentes, sendo o prémio mais apetecido um aparelho de televisão (muito caro na altura).
Um dos vencedores do concurso - o padre Dr. Raul Machado - atingiria a fama ao tornar-se apresentador do seu próprio programa na RTP: "Charlas Linguísticas". Pouco mais tarde, surgiriam outros concursos também apresentados por Artur Agostinho, uma das mais regulares presenças da televisão portuguesa da época.